# Pecunix
Pecunix est une e-devise ou devise en or numérique lancée en 2002 et disparue en 2014. L'e-devise Pecunix était convertible à 100 % en or et cela en tout temps. En d'autres termes, chaque unité de devise dans le système Pecunix était garantie en permanence par un montant équivalent en or.
L'or de Pecunix était (prétendument) stocké par l'Anglo Far-East Bullion Company (AFBC) à Zurich en Suisse. Les administrateurs de la Fondation Pecunix, qui possédait en son nom les lingots d'or, sont : l'Anglo Far-East Bullion Company (disparue en 2022,), la BDO Vanuatu et Pecunix Incorporated (basée au Panama).
Au regard du nombre d'ouvertures de comptes, Pecunix se plaçait quatrième des e-devises[Quand ?].
Cette Devise Or Numérique - ou DON - a été créée en 2002 par Simon Davis.